# Naval Air Weapons Station China Lake
Naval Air Weapons Station China Lake, plus connu sous le nom de China Lake, est un complexe militaire des forces armées des États-Unis dépendant de l'United States Navy situé dans le comté de Kern en Californie. Créé en 1943, il se trouve dans le désert des Mojaves, à environ 230 kilomètres au nord-est de Los Angeles.

## Caractéristiques
China Lake fait partie de la Naval Air Warfare Center Weapons Division (NAWCWD) (centre de recherche sur l'armement pour l'aéronavale), les premières constructions datent de 1943. Le site a servi au développement de plusieurs armes majeures dans l'histoire de l'armée américaine et plus particulièrement l'United States Air Force et l'US Navy. 
China Lake s'est spécialisé dans la conception de missiles, de roquettes et de bombes. Le missile Sidewinder est le succès le plus connu de ce laboratoire. Il sera également intégré au Projet Manhattan pour les recherches sur les explosifs conventionnels utilisés dans les armes atomiques (Project Camel). Les chercheurs de China Lake ne travailleront pas directement sur des têtes nucléaires mais participeront aux programmes successifs durant la Guerre froide. Le complexe a aussi travaillé sur la conception de divers systèmes pour le parachutage, la survie des équipages et la lutte contre les sous-marins. 
Selon le site Military Zone [Quand ?], la base a une population de 704 militaires d'active ; 65 réservistes ; 1 590 membres de leurs familles et 3 438 employés civils.
L'unité aérienne chargé des tests à partir de 1956 est l'escadron Air Development Squadron Five (VX-5). En janvier 1993, l'escadron Air Test and Evaluation Squadron Four (le VX-4) et le VX-5 sont fusionnés pour donner l'Operation Test and Evaluation Force squadron VX-9 (en) Vampires. Un grand nombre des avions affectés à cet escadron avaient une décoration particulière sur leurs dérives et étaient désignés « Black Bunnies » (lapins noirs), en référence au célèbre lapin du logo du magazine Playboy.

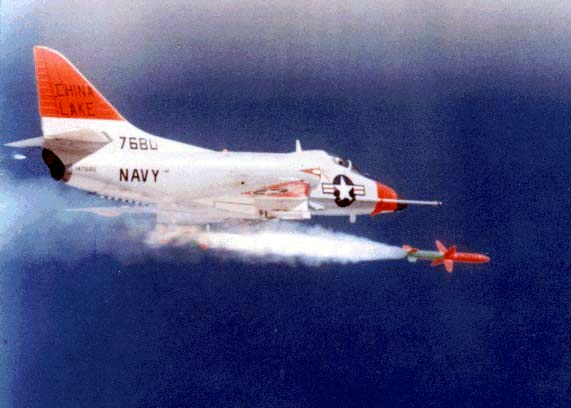
Tir d'essai d'un missile antiradar AGM-45 Shrike par un Douglas A-4C Skyhawk de l'United States Navy de la base de China Lake le 12 juin 1964.
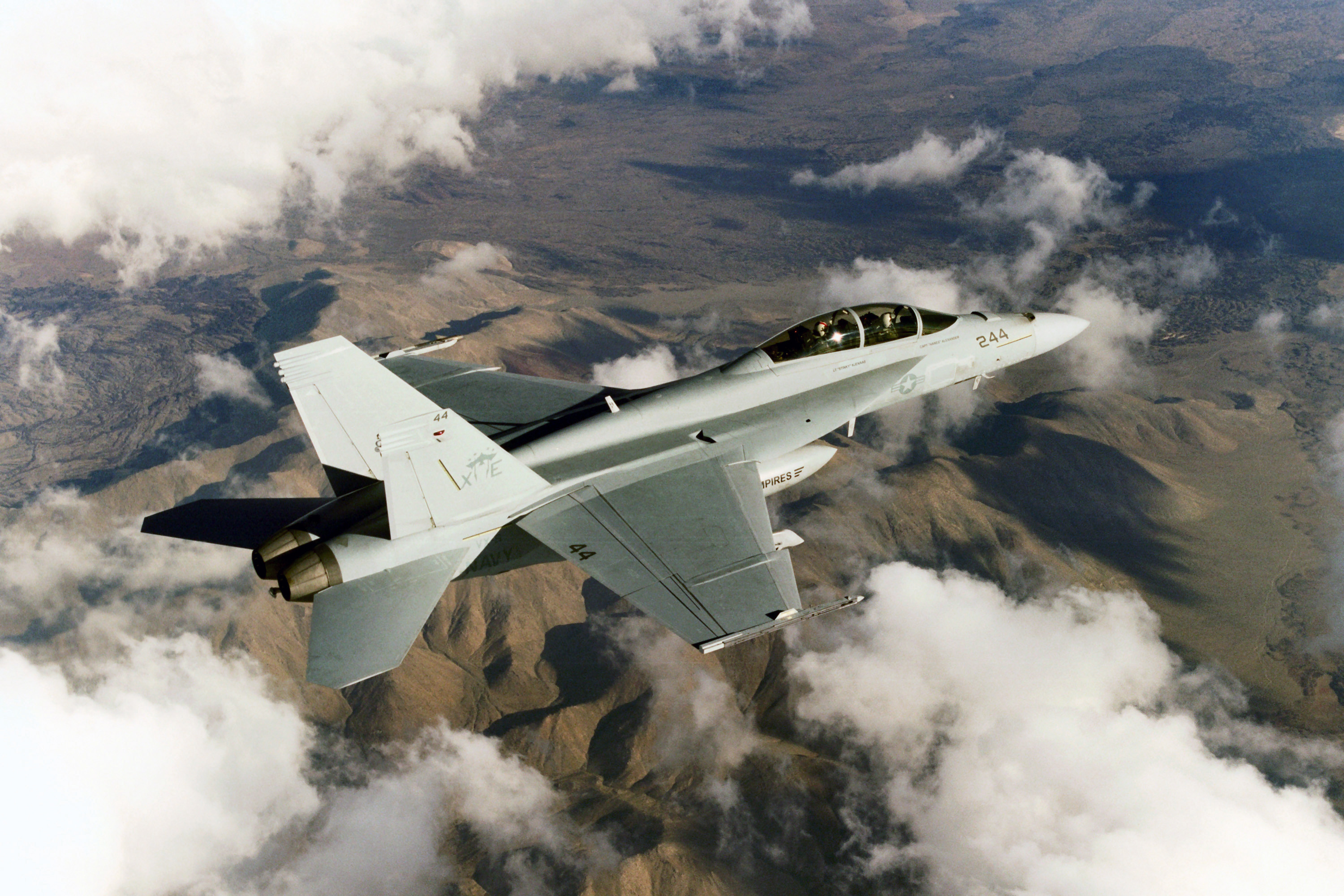
Un F/A-18F Super Hornet du VX-9 testant un radar AN/APG-79.
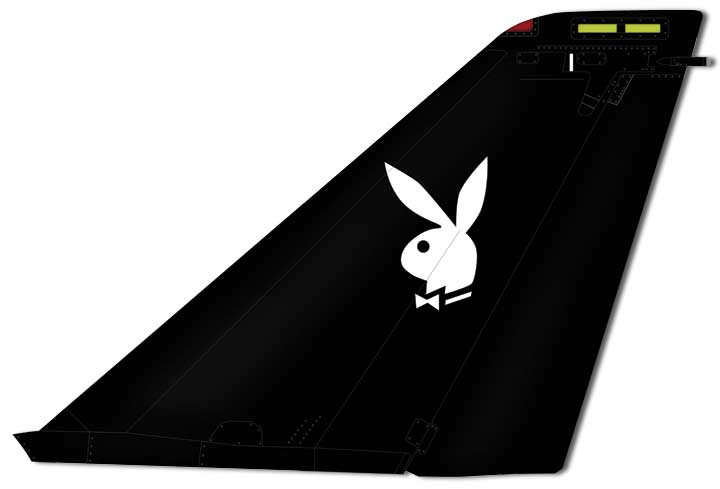
Marquage distinctif d'un F-14A Black Bunnies appartenant à l'escadron VX-4.

La base est à moins de 15 km des épicentres des tremblements de terre de Ridgecrest qui ont secoué la région les 4 et 5 juillet 2019. 
Après examen de l'ensemble des bâtiments, services publics et installations - 3 598 structures - 13 jours après les tremblements de terre, les dommages se sont élevés à 5,2 milliards de dollars. Le remplacement des bâtiments endommagés à lui seul coûterait 2,2 milliards de dollars.

## Site préhistorique

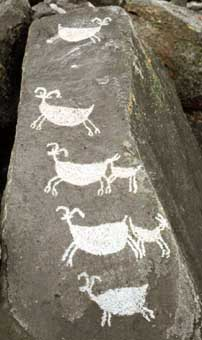
Pétroglyphes de mouflons canadiens.

Le site abrite la plus grande concentration de pétroglyphes amérindiens, dont le nombre est estimé à environ 100 000. Ces dessins gravés dans la roche volcanique des canyons ont plus de 12 000 ans pour les plus anciens. Ils représentent des chasseurs et leurs proies, en particulier des mouflons canadiens, mais aussi des figures diverses (points, zigzags...). Chaque année, le site attire environ 1 100 visiteurs civils.